# Barbro Christina Hästesko-Fortuna
Barbro Christina Hästesko-Fortuna, född 1698, död 1771, var en finländsk godsägare. Hon ägde Stensböle gård i Borgå. 
Hon var en icke professionell ögonläkare, och känd över hela Finland på sin tid för sin förmåga att behandla ögonsjukdomar. 
Hon efterlämnade en hushållsbok innehållande allt från räkenskaper, recept och sjukdomsbehandlingar, som har blivit föremål för forskning.